# Bonnie On Tour LIVE DVD
Bonnie Tyler első DVD kiadványa a 2005-ös párizsi születésnapi koncertjével, valamint exkluzív videófelvételekkel a francia Stick Music kiadó gondozásában. Első megjelenés: 2006.

## A kiadványról
A Bonnie on Tour Bonnie Tyler első DVD kiadványa, amelyet a francia Stick Music adott ki 2006-ban. Már 1 évvel korábban bejelentették, hogy a párizsi születésnapi koncertje megjelenik DVD-n. Kezdetben egy Celebrate című, CD+DVD kiadvány volt tervben, amelyen a Wings album több dala illetve 6 videófelvétel került volna. 2006 tavaszán azonban megjelent a Celebrate 12 Wings dallal illetve 2 videóklippel, de csak az Egyesült Királyságban (ahol egyébként nem jelent meg a Wings). A Celebrate albumot a Bonnie on Tour DVD beharangozójának szánták, ami csak néhány hónappal a CD megjelenése után került forgalomba Nyugat Európában.
A DVD-re felkerült a 2005. június 8-i párizsi születésnapi koncert vágott verziója. Extraként a lengyelországi Sopoti Fesztiválon való fellépés részlete, vacsora Bonnie-val és városnézés. Tunéziában forgatott videóklip, a Louise és annak kulisszái is felkerültek a DVD-re. Továbbá franciaországi találkozása, illetve ebédje a rajongóival. 2005 őszén a spanyolországi Zaragozában adott kétórás koncertjéből került fel ízelítőül, az If You Were a Woman, Simply Believe és a Here She Comes című dalok. Bonnie élőben énekelt 70 ezer ember előtt. Rövidfilm látható még a Si Demain című videóklip Kanadában forgatott kulisszáiból. Végezetül marokkói bazári vásárlás illetve fotógaléria és dalszövegek.
A DVD megjelenése után nem sokkal került forgalomba a DVD hanganyaga LIVE címmel.
2007-ben a brit SonyBMG kiadó vásárolta meg a jogot a DVD anyagának sokszorosítására és a From the Heart – Bonnie Tyler Greatest Hits CD borítójával megegyező köntösben adta ki csak az Egyesült Királyságban. Szintén 2007-ben a szingapúri Axis egy speciális DVD+CD formában adta ki a The Complete Bonnie Tyler címmel, új borítóval, bónuszként a Wings albummal csak a Távol Keleten, korlátozott példányszámban Chilében és az Egyesült Államokban.
A Brazíliában megjelent kiadvány borítója kis mértékben eltér az eredeti francia kiadástól. A Lider kiadó portugál nyelvű menüfeliratozással látta el a DVD-t, továbbá digitálisan felújított kép és hangminőséggel adta ki. Így egyedül ez a kiadás tartalmaz 2.0 mellett 5.1-es hangrendszert.

## DVD tartalma
A DVD tartalma megegyezik a Bonnie on Tour Live (Stick Music); Bonnie on Tour Live (SonyBMG) és a The Complete Bonnie Tyler DVD+CD tartalmával.
| #  | Cím                                      | Helyszín           | Ország        | Hossz |
| -- | ---------------------------------------- | ------------------ | ------------- | ----- |
| 1  | Intro                                    | La Cigalé - Párizs | Franciaország | 1:04  |
| 2  | Holding Out for a Hero                   | La Cigalé - Párizs | Franciaország | 3:50  |
| 3  | All I Need is Love                       | La Cigalé - Párizs | Franciaország | 4:47  |
| 4  | Driving Me Crazy                         | La Cigalé - Párizs | Franciaország | 4:21  |
| 5  | Crying in Berlin                         | La Cigalé - Párizs | Franciaország | 3:54  |
| 6  | Celebrate                                | La Cigalé - Párizs | Franciaország | 3:55  |
| 7  | Hold Out Your Heart                      | La Cigalé - Párizs | Franciaország | 4:15  |
| 8  | Run, Run, Run                            | La Cigalé - Párizs | Franciaország | 3:28  |
| 9  | Louise                                   | La Cigalé - Párizs | Franciaország | 3:38  |
| 10 | Interlude (Holding Out for a Hero Theme) | La Cigalé - Párizs | Franciaország | 1:58  |
| 11 | Lost in France                           | La Cigalé - Párizs | Franciaország | 4:26  |
| 12 | Bonnie’s Birthday Celebration            | La Cigalé - Párizs | Franciaország | 2:56  |
| 13 | Total Eclipse of the Heart               | La Cigalé - Párizs | Franciaország | 3:59  |
| 14 | Bonnie Introduces the Band               | La Cigalé - Párizs | Franciaország | 4:42  |
| 15 | It’s a Heartache                         | La Cigalé - Párizs | Franciaország | 5:00  |

### EXTRA
| #  | Cím                               | Helyszín  | Ország        | Hossz |
| -- | --------------------------------- | --------- | ------------- | ----- |
| 1  | Departure of the Band             | Gdansk    | Lengyelország | 0:58  |
| 2  | Sopot Festival (It’s a Heartache) | Sopot     | Lengyelország | 1:57  |
| 3  | Dinner with Bonnie                | Sopot     | Lengyelország | 4:00  |
| 4  | The Band Visits Molo              |           | Lengyelország | 4:21  |
| 5  | Louise Video                      | -         | Tunézia       | 3:37  |
| 6  | Makin’ of                         | -         | Tunézia       | 4:03  |
| 7  | Bonnie Meets Her Fans             | -         | Franciaország | 2:27  |
| 8  | Lunch and Dinner with Bonnie      | -         | Franciaország | 0:56  |
| 9  | If You Were A Woman               | Saragosa  | Spanyolország | 5:45  |
| 10 | Simply Believe                    | Saragosa  | Spanyolország | 5:15  |
| 11 | Here She Comes                    | Saragosa  | Spanyolország | 3:37  |
| 12 | Backstage                         | Saragosa  | Spanyolország | 1:47  |
| 13 | Les Laurentines                   |           | Kanada        | 2:39  |
| 14 | Shopping                          | Marrakech | Marokkó       | 3:27  |
| 15 | Picture Gallery                   | -         | -             | 1:45  |
| 16 | Song Lyrics                       | -         | -             | 1:20  |

### Bónusz CD
A szingapúri kiadású The Complete Bonnie Tyler DVD kiadványhoz bónuszként csatolt Wings című albuma. Csak a Távol-Keleten illetve korlátozott példányszámban Chilében és az Egyesült Államokban került kiadásra.
| #  | Dalcím                                    | Zeneszerző                          | Producer       | Hossz |
| -- | ----------------------------------------- | ----------------------------------- | -------------- | ----- |
| 1  | Louise (Original Version)                 | Paul D. Fitzgerald; Bonnie Tyler    | John Stage     | 3:45  |
| 2  | Celebrate (Original Version)              | Karen Drotar; Bonnie Tyler          | John Stage     | 2:55  |
| 3  | Driving Me Crazy                          | Karen Drotar; Bonnie Tyler          | John Stage     | 3:20  |
| 4  | Hold Out Your Heart                       | Paul D. Fitzgerald; Bonnie Tyler    | John Stage     | 3:52  |
| 5  | Run Run Run                               | Karen Drotar; Bonnie Tyler          | John Stage     | 3:26  |
| 6  | Wings                                     | Paul D. Fitzgerald; Bonnie Tyler    | John Stage     | 4:02  |
| 7  | It’s a Heartache (Version 2005)           | Scott/Wolfe                         | John Stage     | 3:19  |
| 8  | Stand Up                                  | A. Rozenblat; Y. Shah; Bonnie Tyler | John Stage     | 3:32  |
| 9  | Crying In Berlin                          | Paul D. Fitzgerald; Bonnie Tyler    | John Stage     | 3:34  |
| 10 | Total Eclipse of the Heart (Version 2005) | Jim Steinman                        | John Stage     | 3:50  |
| 11 | I’ll Stand By You (feat. Lorraine Crosby) | Stuart Emerson                      | Stuart Emerson | 4:17  |
| 12 | All I Need Is Love                        | Stuart Emerson                      | Stuart Emerson | 4:46  |
| 13 | I Won’t Look Back                         | Paul D. Fitzgerald; Bonnie Tyler    | John Stage     | 3:35  |
| 14 | Streets of Stone                          | Paul D. Fitzgerald; Bonnie Tyler    | John Stage     | 3:27  |
| 15 | Chante Avec Moi                           | Karen Drotar; Bonnie Tyler          | John Stage     | 2:55  |
| 16 | Louise (Il Est Mon Homme)                 | Paul D. Fitzgerald; Bonnie Tyler    | John Stage     | 3:45  |

## Kiadások
| Év   | Cím                        | Ország             | Tartalom                                                                  | Vonalkód      | Kiadó          |
| ---- | -------------------------- | ------------------ | ------------------------------------------------------------------------- | ------------- | -------------- |
| 2006 | Bonnie On Tour LIVE DVD    | Franciaország      | Koncert DVD extra tartalmakkal                                            | 794881814596  | Stick Music    |
| 2007 | Bonnie On Tour Live!       | Brazília           | Koncert DVD extra tartalmakkal, digitálisan felújított kép és hangminőség | 7898927760267 | Lider          |
| 2007 | Bonnie On Tour Live!       | Egyesült Királyság | Koncert DVD extra tartalmakkal                                            | 886970831390  | SonyBMG UK     |
| 2007 | The Complete Bonnie Tyler  | Szingapúr          | Koncert DVD + Wings CD                                                    | 8886352713575 | Axis Singapore |
| 2007 | Wings + Bonnie On Tour DVD | Thaiföld           | 2005-ös nagylemez + koncert DVD                                           | 1509250002233 | Axis Thailand  |